# Andrea Pazzagli
Andrea Pazzagli (Firenze, 18 gennaio 1960 – Punta Ala, 31 luglio 2011) è stato un calciatore e allenatore di calcio italiano, di ruolo portiere.

## Biografia
Si distinse anche come cantautore, due gli album usciti, entrambi con testi e musiche di sua creazione, molti dei quali trattano di esperienze calcistiche vissute. Il suo ultimo album, Spero che esistano gli angeli, è stato premiato con un diploma ad honorem per i suoi contenuti da Mogol.
Anche suo figlio Edoardo è un calciatore professionista e gioca come portiere.
È deceduto per un infarto nella mattina del 31 luglio 2011, all'età di 51 anni, mentre si trovava in vacanza con la famiglia a Punta Ala.

## Carriera

### Giocatore
Cresciuto nelle giovanili della Fiorentina, Pazzagli ha cambiato diverse maglie tra cui quelle di Bologna, Catania e Udinese, prima di divenire titolare nel Perugia e nell'Ascoli.
Il periodo più importante della sua carriera lo trascorre al Milan di Arrigo Sacchi: nella prima stagione è spesso titolare in campionato – nelle gare europee viene solitamente impiegato l'altro portiere Giovanni Galli –, mentre sul finire della seconda viene scavalcato nelle gerarchie da Sebastiano Rossi. Nell'arco di un biennio contribuisce alla conquista di una Coppa dei Campioni, due Supercoppe europee e due Coppe Intercontinentali; il 9 dicembre 1990 difende la porta rossonera nella finale di Tokyo contro l'Olimpia, risultando fra i migliori giocatori della partita.
Dopo l'esperienza con il Milan gioca con il Bologna e con la Roma e chiude la carriera disputando due stagioni di Serie C1 con la maglia del Prato.
In carriera ha totalizzato complessivamente 143 presenze in Serie A e 124 in Serie B.

### Dopo il ritiro
Dopo aver terminato la carriera di calciatore è stato preparatore dei portieri dapprima per Fiorentina e Milan, e poi dal 2001 per le nazionali giovanili Under-16, Under-17, Under-18 e Under-19.

## Palmarès

### Giocatore
- Coppa Mitropa: 1

Ascoli: 1986-1987
- Supercoppa UEFA: 2

Milan: 1989, 1990
- Coppa Intercontinentale: 2

Milan: 1989, 1990
- Coppa dei Campioni: 1

Milan: 1989-1990